# تيم إدواردز
تيم إدواردز (24 يونيو 1974 - ) (بالإنجليزية: Tim Edwards)‏ هو لاعب كريكت بريطاني. شارك مع منتخب إنجلترا للكريكت.

## وصلات خارجية
- تيم إدواردز على موقع إي آس بي آن كريك إنفو (الإنجليزية)